# Frank Oz
Frank Oz, pseudonimo di Frank Richard Oznowicz (Hereford, 25 maggio 1944), è un attore, doppiatore, regista e burattinaio britannico naturalizzato statunitense.

## Biografia
Figlio di un padre olandese di origine ebraica e di una madre belga fiamminga cattolica, Oz vive i primi cinque anni della sua vita in Belgio, in seguito la famiglia si trasferisce in California. Come burattinaio collabora con Jim Henson, il creatore dei Muppet, co-dirigendo con lui il fantasy Dark Crystal, crea e anima diversi personaggi dei Muppet, tanto che nel 1984 dirige I Muppet alla conquista di Broadway. Anima e presta la sua voce a Yoda, personaggio della saga di Guerre stellari.
Come regista si specializza nel genere commedia, dirigendo diversi film come, La piccola bottega degli orrori, Tutte le manie di Bob, In & Out, Bowfinger, The Score con Marlon Brando, La donna perfetta con Nicole Kidman, Funeral Party. Come attore prende parte ad alcuni film di John Landis, quali The Blues Brothers, Un lupo mannaro americano a Londra, Una poltrona per due, Spie come noi, Amore all'ultimo morso e Blues Brothers - Il mito continua.

## Vita privata
È stato sposato dal 1979 al 1994 con Robin Clark Garsen da cui ha avuto quattro figli. Dal 2011 è sposato con l'attrice Victoria Labalme.

## Filmografia

### Regista
- Dark Crystal, co-diretto con Jim Henson (The Dark Crystal) (1982)
- I Muppet alla conquista di Broadway (The Muppets Take Manhattan) (1984)
- La piccola bottega degli orrori (Little Shop of Horrors) (1986)
- Due figli di... (Dirty Rotten Scoundrels) (1988)
- Tutte le manie di Bob (What About Bob?) (1991)
- Moglie a sorpresa (HouseSitter) (1992)
- La chiave magica (The Indian in the Cupboard) (1995)
- In & Out (1998)
- Bowfinger (1999)
- The Score (2001)
- La donna perfetta (The Stepford Wives) (2004)
- Funeral Party (Death at a Funeral) (2007)

### Attore
- The Blues Brothers - I fratelli Blues (The Blues Brothers), regia di John Landis (1980)
- Un lupo mannaro americano a Londra (An American Werewolf in London), regia di John Landis (1981)
- Una poltrona per due (Trading Places), regia di John Landis (1983)
- Spie come noi (Spies Like Us), regia di John Landis (1985)
- Labyrinth - Dove tutto è possibile (Labyrinth), regia di Jim Henson (1986)
- Amore all'ultimo morso (Innocent Blood), regia di John Landis (1992)
- Blues Brothers - Il mito continua (Blues Brothers 2000), regia di John Landis (1998)
- Cena con delitto - Knives Out (Knives Out), regia di Rian Johnson (2019)

### Doppiaggio
- Ecco il film dei Muppet (The Muppet Movie), regia di James Frawley (1979)
- L'Impero colpisce ancora (The Empire Strikes Back), regia di Irvin Kershner (1980)
- Giallo in casa Muppet (The great Muppet caper), regia di Jim Henson (1981)
- Dark Crystal (The Dark Crystal), regia Jim Henson e Frank Oz (1982)
- Il ritorno dello Jedi (Return of the Jedi), regia di Richard Marquand (1983)
- I Muppet alla conquista di Broadway (The Muppets take Manhattan), regia di Frank Oz (1984)
- Labyrinth - Dove tutto è possibile (Labyrinth), regia di Jim Henson (1986)
- Festa in casa Muppet (The Muppets Christmas carol), regia di Brian Henson (1992)
- I Muppet nell'isola del tesoro (Muppet treasure island), regia di Brian Henson (1996)
- Star Wars - Episodio I - La minaccia fantasma (Star Wars: Episode I - The Phantom Menace), regia di George Lucas (1999)
- I Muppets venuti dallo spazio (Muppets from space), regia di Tim Hill (1999)
- Le avventure di Elmo in Brontolandia (The Adventures of Elmo in Grouchland), regia di Gary Halvorson (1999)
- Monsters & Co. (Monsters, Inc.), regia di Pete Docter, Lee Unkrich e David Silverman (2001)
- Star Wars - Episodio II - L'attacco dei cloni (Star Wars: Episode II - Attack of the Clones), regia di George Lucas (2002)
- Star Wars - Episodio III - La vendetta dei Sith (Star Wars: Episode III - Revenge of the Sith), regia di George Lucas (2005)
- Zathura - Un'avventura spaziale (Zathura - A Space Adventure), regia di Jon Favreau (2005)
- Star Wars Rebels (2015) - serie animata, 2 episodi
- Inside Out, regia di Pete Docter e Ronnie del Carmen (2015)
- Star Wars - Gli ultimi Jedi (Star Wars: The Last Jedi), regia di Rian Johnson (2017)
- Star Wars - L'ascesa di Skywalker (Star Wars: The Rise of Skywalker), regia di J. J. Abrams (2019)
- Obi-Wan Kenobi (2022) - miniserie TV, 1 episodio
- Inside Out 2, regia di Kelsey Mann (2024)

## Doppiatori italiani
Nelle versioni in italiano delle opere in cui ha recitato, Frank Oz è stato doppiato da:
- Massimo Giuliani in Un lupo mannaro americano a Londra
- Renato Cortesi in Una poltrona per due
- Manlio De Angelis in Spie come noi
- Gianni Giuliano in Cena con delitto - Knives Out

Da doppiatore è sostituito da:
- Marcello Mandò in Star Wars: Episodio I - La minaccia fantasma, Star Wars: Episodio II - L'attacco dei cloni
- Ambrogio Colombo in Star Wars Rebels, Star Wars: Gli ultimi Jedi, Star Wars: L'ascesa di Skywalker, Obi-Wan Kenobi
- Silvio Spaccesi in L'Impero colpisce ancora, Il ritorno dello Jedi
- Achille D'Aniello in Inside Out, Inside Out 2
- Danilo De Girolamo in Monsters & Co.
- Sandro Pellegrini in Star Wars: Episodio III - La vendetta dei Sith